# Филезия
Филезия (лат. Philesia, исп. Coicopihue) — монотипный род вечнозелёных красивоцветущих кустарников из семейства Филезиевые.

## Ареал
Эндемик Чили. Естественный ареал произрастания — побережье к югу от Вальдивии, включая и острова архипелага Огненная Земля.

## Описание
Единственный вид рода — Филезия магелланская (Philesia magellanica) — вечнозелёный кустарник высотой до 1 м и диаметром до 2 м, нередко вьющийся, растущий в горах, на лесных болотах в южных районах Чили.
Листья мелкие, ланцетовидные, длиной от 12 до 35 мм, снизу белые или голубовато-белые, очень похожи на листья другого болотного растения — подбела многолистного (Andromeda polifolia) из семейства Вересковые, растущего в Северном полушарии.
Цветки колокольчатые или трубчатые, малиново-розовой окраски, длиной до 6 см. Время цветения — конец лета.
Плод — ягода.
Синоним: Philesia buxifolia Willd. — Филезия самшитолистная.

## Филезия в культуре
В 1847 году филезию завезли в Англию и с тех пор выращивают как декоративное растение.
В наибольшей степени растению подходит прохладный климат, но без отрицательных температур: растение может переносить морозы до минус 10 градусов, но они причиняют растению вред. Филезию лучше размещать в лёгкой тени. Почва должна быть богатой гумусом, хорошо дренированной. Размножение — черенками или отводками.
Известен межродовый гибрид филезии и лапажерии, ×Philageria veitchii Mast. — Филажерия Вича, — полученный в Англии в 1872 году в садоводстве Вича. Это вечнозелёный кустарник с вьющимися ветвями и розовыми цветами.

## Классификация
Таксономическая схема (согласно системе APG II):
|                                      | |  |  |  |  |  |  |  |  |  | ещё от 13 до 16 отделов |
|                                      | отдел Цветковые, или Покрытосеменные |  |  |  |  |  |  |  |  |  |                         |
|                                      | порядок Лилиецветные |  |  |  |  |  |  |  |  |  |                         |
|                                      | семейство Филезиевые |  |  |  |  |  |  |  |  |  |                         |
|                                      | род Филезия |  |  |  |  |  |  |  |  |  |                         |
|                                      | единственный вид Филезия магелланская |  |  |  |  |  |  |  |  |  |                         |
|                                      | |  |  |  |  |  |  |  |  |  |                         |
|                                      | |  |  |  |  |  |  |  |  |  |                         |
|                                      | род Лапажерия |  |  |  |  |  |  |  |  |  |                         |
| семейство Филезиевые                 | |  |  |  |  |  |  |  |  |  |                         |
|                                      | |  |  |  |  |  |  |  |  |  |                         |
|                                      | ещё девять семейств, в том числе Альстрёмериевые, Безвременниковые, Кампинемовые, Лилейные, Лузуриаговые                                                   |  |  |  |  |  |  |  |  |  |                         |
| порядок Лилиецветные                 | |  |  |  |  |  |  |  |  |  |                         |
|                                      | |  |  |  |  |  |  |  |  |  |                         |
|                                      | ещё 44 порядка цветковых растений, из которых к лилиецветным наиболее близки Аироцветные, Диоскореецветные, Панданоцветные, Спаржецветные и Частухоцветные |  |  |  |  |  |  |  |  |  |                         |
| отдел Цветковые, или Покрытосеменные | |  |  |  |  |  |  |  |  |  |                         |
|                                      | |  |  |  |  |  |  |  |  |  |                         |